# Дубівка (Луганський район)
Дубі́вка — село в Україні, у Молодогвардійській міській громаді Луганського району Луганської області. Населення становить 26 осіб. З 2014 року є окупованим.

## Географія
Географічні координати: 48°12' пн. ш. 39°36' сх. д. Часовий пояс — UTC+2. Загальна площа села — 1,11 км².
Село розташоване у східній частині Донбасу за 8 км від селища Новоолександрівка.

## Історія
Засноване як хутір Дубівка у XVIII столітті, статус села з 1946 року.

## Населення
За даними перепису 2001 року населення села становило 26 осіб, з них 50% зазначили рідною мову українську, 50% — російську.

## Економіка
Окрім традиційного заняття сільським господарством населення також займається вівчарством.